# Allkpop
Allkpop (estilizado como allkpop) es un sitio de noticias y chismes de K-pop estadounidense lanzado el 30 de octubre de 2007 y ubicado en Edgewater, Nueva Jersey. Propiedad y operado por la empresa matriz 6Theory Media, Allkpop es uno de los sitios de noticias de K-pop más vista con más 7.5 millones de lectores por mes y sus artículos son citados a menudo por numerosas publicaciones de todo el mundo. En su lista de sitios web, un artículo de The Korea Herald lo llamó el «sitio de noticias más rápido» del K -pop.